# Сент-Коломб (Верхние Альпы)
Сент-Коло́мб (фр. Sainte-Colombe, окс. Santa Colomba) — коммуна во Франции, находится в регионе Прованс — Альпы — Лазурный Берег. Департамент коммуны — Верхние Альпы. Входит в состав кантона Орпьер. Округ коммуны — Гап.
Код INSEE коммуны — 05135.

## Население
Население коммуны на 2008 год составляло 53 человека.
| 1962 | 1968 | 1975 | 1982 | 1990 | 1999 | 2008 |
| ---- | ---- | ---- | ---- | ---- | ---- | ---- |
| 37   | 56   | 51   | 49   | 43   | 50   | 53   |

## Экономика
Основу экономики составляет туризм.
В 2007 году среди 36 человек в трудоспособном возрасте (15—64 лет) 21 были экономически активными, 15 — неактивными (показатель активности — 58,3 %, в 1999 году было 68,8 %). Из 21 активных работали 18 человек (11 мужчин и 7 женщин), безработных было 3 (1 мужчина и 2 женщины). Среди 15 неактивных 1 человек был учеником или студентом, 10 — пенсионерами, 4 были неактивными по другим причинам.

## Достопримечательности
- Часовня Сент-Коломб (XIX век), украшена солнечными часами «Голубь мира».
- Часовня Сен-Клод (XIX век).
- Укреплённый дом Шевале.

## Фотогалерея

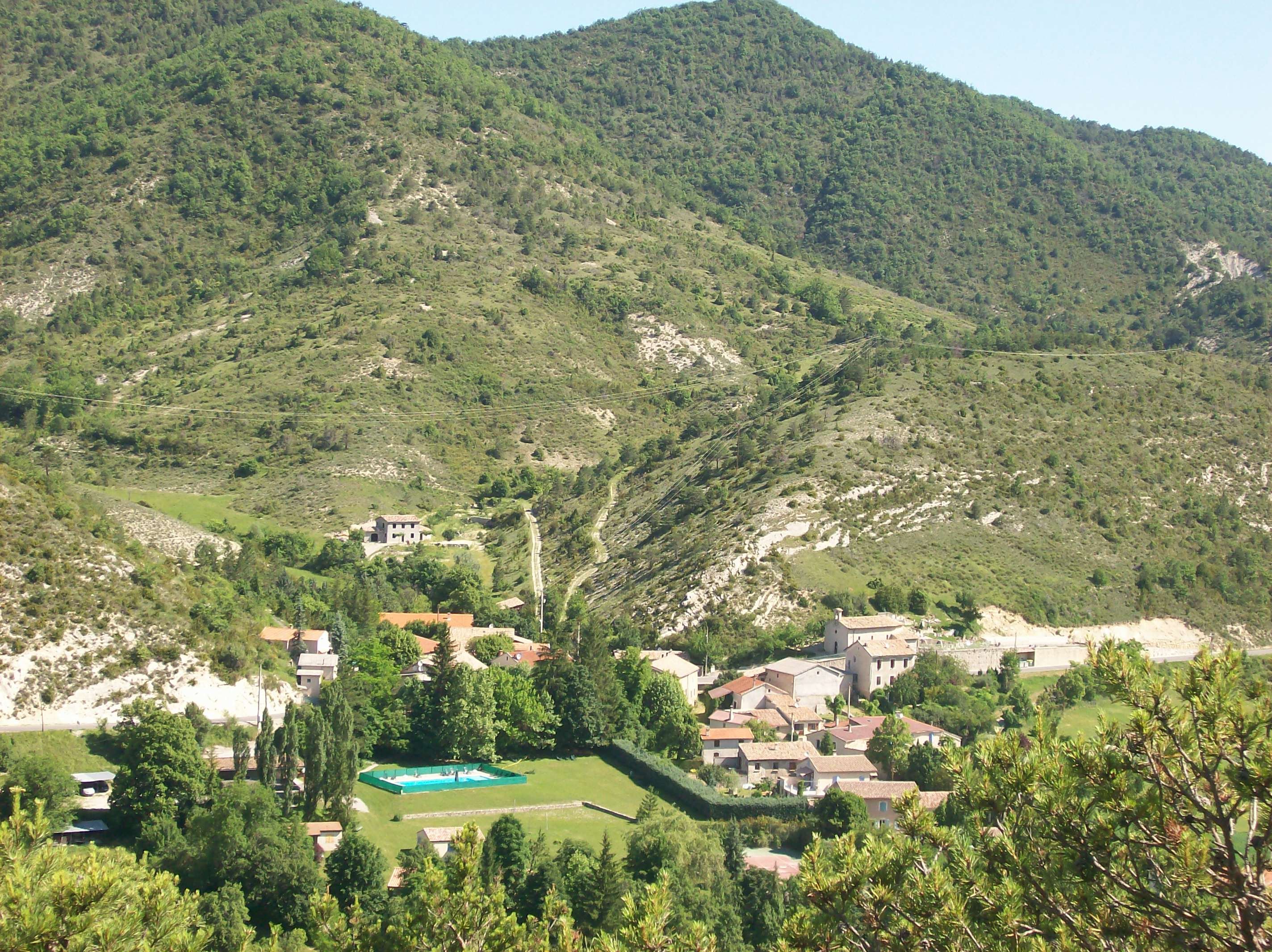
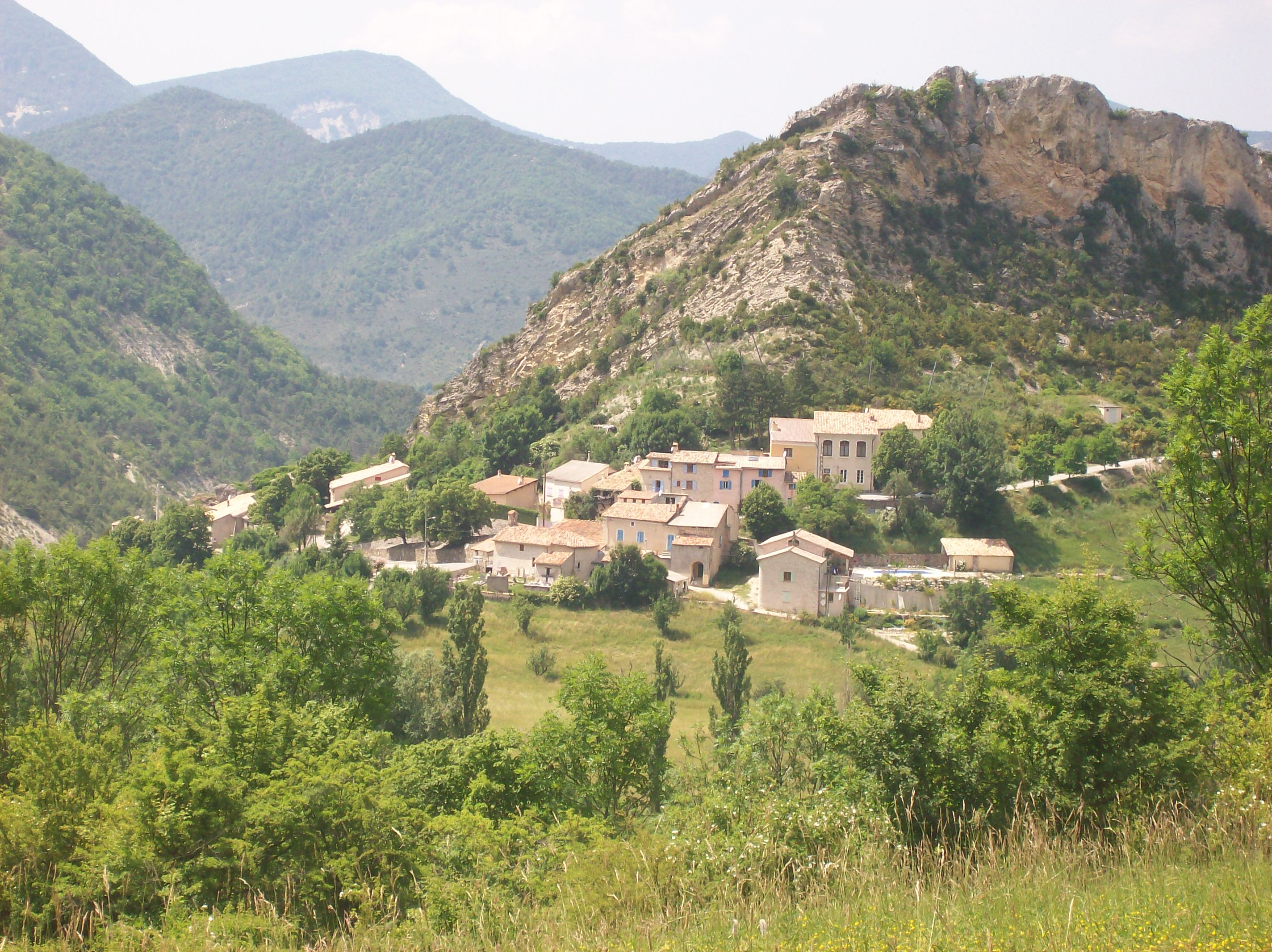
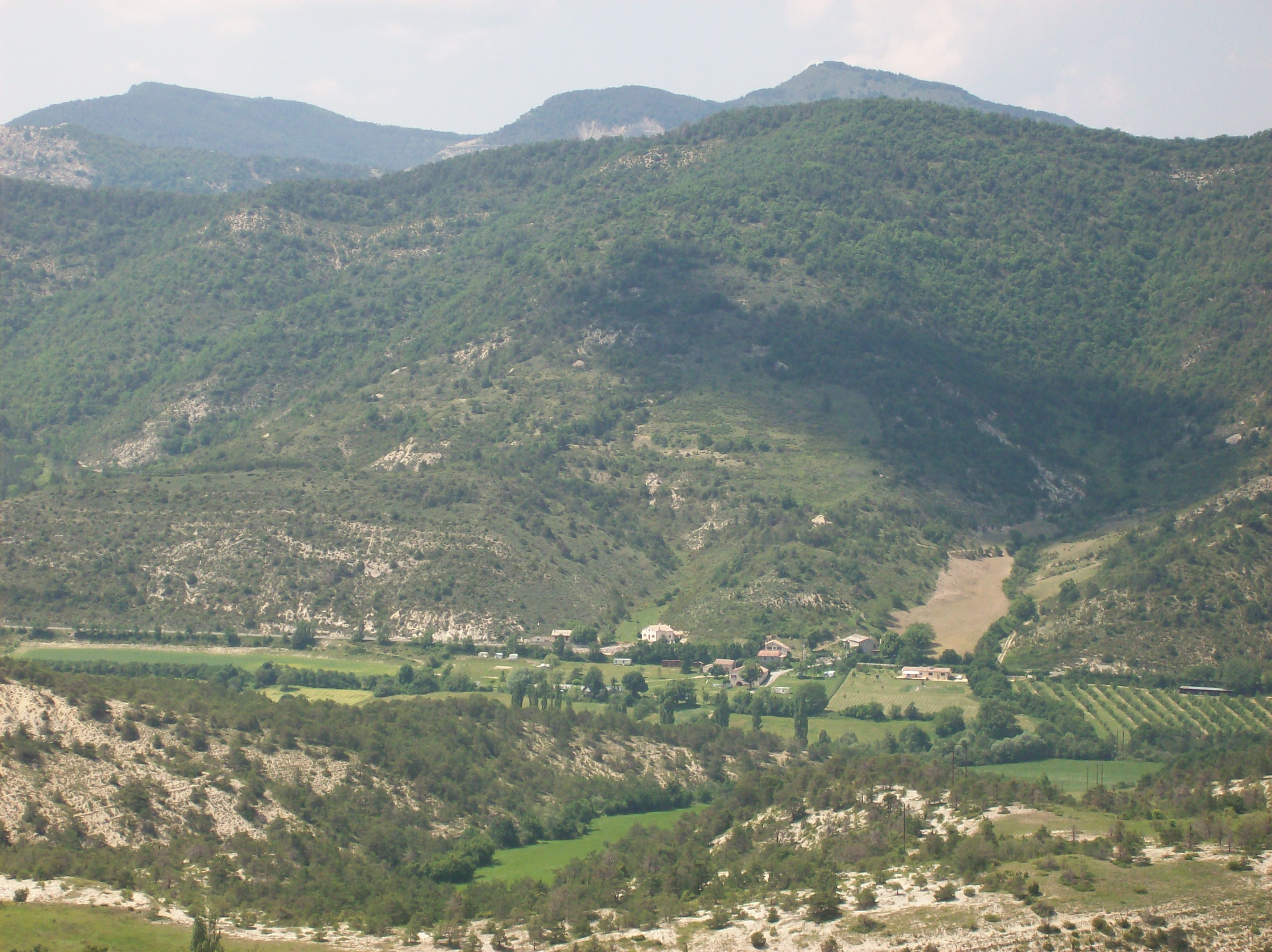
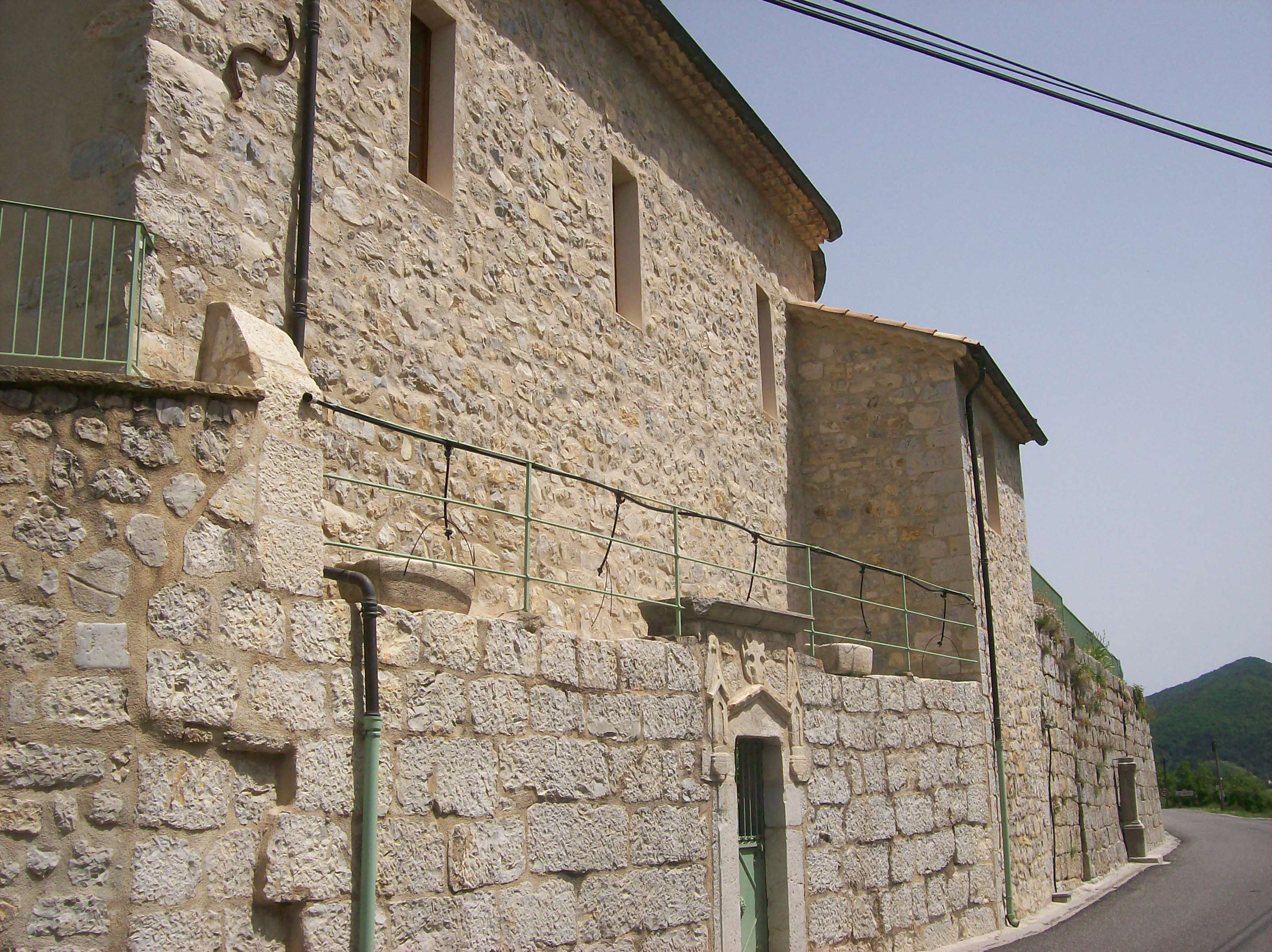
Часовня Сен-Клод